# Campeonato Europeo de Ciclismo BMX de 2027
El XXXII Campeonato Europeo de Ciclismo BMX se celebrará en Heusden-Zolder (Bélgica) entre el 8 y el 11 de julio de 2027 bajo la organización de la Unión Europea de Ciclismo (UEC) y la Real Federación Belga de Ciclismo.